# 牛轭草
牛轭草（学名：Murdannia loriformis）为鸭跖草科水竹叶属的植物。分布在泰国、台湾岛、印度、日本、印度尼西亚、越南、菲律宾、巴布亚新几内亚、斯里兰卡以及中国大陆的四川、海南、广西、西藏、云南、湖南、广东、贵州、江西、福建、浙江、香港、安徽等地，生长于海拔100米至1,430米的地区，常生于山谷溪边林下和山坡草地，目前尚未由人工引种栽培。

## 别名
鸡嘴草，水竹草（广东）

## 异名
- Murdannia angustifolium N. E. Br.